# TuS Pegau 1903
TuS Pegau 1903 is een Duitse sportvereniging uit Leipzig, Saksen. De club is actief in voetbal, handbal, volleybal, basketbal, tafeltennis, waterpolo, badminton, vuistbal, kegelen, hockey, tennis, ijshockey, football en schaken.

## Geschiedenis
De club werd op 11 maart 1903 opgericht als FC Pegau en nam in 1911 de naam BV Pegau aan. In 1912 werd ook Allgemeine Städtische Turnverein Pegau opgericht dat later de naam SpVgg 1912 Pegau aannam. Deze club was echter niet aangesloten bij de Midden-Duitse voetbalbond zoals BV Pegau, maar bij de Arbeiter-Turn- und Sportbund. Deze club werd in 1931 Duitse vicekampioen in de arbeiderscompetitie na een nederlaag tegen SC Lorbeer 06 Hamburg. Na de machtsgreep van de NSDAP werden alle arbeidersclubs verboden en de leden van SpVgg 1912 sloten zich bij BV Pegau aan.
De club speelde in de Leipzigse competitie en promoveerde in 1934 naar de hoogste klasse, net onder de Gauliga Sachsen. Na twee seizoenen degradeerde de club weer. In 1940 was Pegau dicht bij promotie, maar moest de titel aan FC Eythra laten. Twee jaar later promoveerde de club wel weer, al was het maar voor één seizoen.
Na de Tweede Wereldoorlog werden alle Duitse voetbalclubs ontbonden. In 1947 werd de club heropgericht als SG Pegau en nam in 1952 het BSG-statuut aan als BSG Fortschritt Pegau. De voetbalafdeling speelde altijd in de Leipzigse competities. Na de Duitse hereniging werd op 20-06-1990 de naam gewijzigd in TuS Pegau 1903. Ook nu speelt de club in de laagste reeksen.